# Фрідріх Айзенлор (архітектор)
Якоб Фрідріх Айзенлор (нім. Jakob Friedrich Eisenlohr, (23 листопада 1805 , Леррах  — 27 лютого 1855 , Карлсруе )) — німецький архітектор та професор університету.

## Біографія
Син фрайбурзького протестантського пастора та декана Якоба Фрідріха Айзенлора (1777—1854) і двоюрідний брат Вільгельма Айзенлора навчався в 1821—1824 рр. у Фрайбурзі-ім-Брайсгау під орудою Крістофа Арнольда
,
потім у будівельній школі Фрідріха Вайнбреннера в Карлсруе.
У 1826—1828 рр. подорожував Італією, перш ніж стати учнем будівничого, а в 1830 році — стажером будівничого.
З 1832 року працює викладачем у Політехнічній вищій школі в Карлсруе, а в 1839 році став там професором теорії будівництва.
У 1853 році — будівельний інспектор та керівник будівельної школи Політехнічного інституту.
Одним з його учнів був Генріх Ланг.

Айзенлор одружився з Вільгельміною фон Біденфельд (1801—1882), дочці Фердинанда Фрідріха фон Біденфельда (1764—1834).

## Проєкти
Його стиль формувався під впливом романського періоду.
Одним із його перших завдань як помічника Генріха Гюбша було керівництво перенесенням церкви монастиря Тенненбах до Фрайбурга, де її освятили як Людвігскірхе в 1839 році.
З 1839 року займався переважно будівлями Баденської залізниці.
Окрім планів усіх станцій на Баденській магістралі між Мангаймом і Фрайбургом, він підготував типові плани для понад 300 диспетчерських.

Вокзали в Мангаймі та Гайдельберзі побудовано в 1839/1840 роках.
Мангаймський вокзал Айзенлора проіснував не довго.
Будівлю спроєктували як тупикову станцію і її довелося перенести та перепроєктувати, коли в 1867 році відкрили міст через Рейн до Людвігсгафену.
Перший залізничний вокзал Гайдельберга, спроєктований Айзенлором на околиці центру міста, замінено в 1955 році абсолютно новою будівлею на околиці міста, а старий демонтовано.
Назва Бангофштрассе досі нагадує про початкове місце розташування.
Після цього в 1844—1846 рр. відкрито вокзал Карлсруе, а також Баден-Баден.
Вокзал Карлсруе використовувався за призначенням лише до 1913 року, але продовжував використовуватися як ринкова зала до 1960-х років.
Сьогодні на його місці стоїть Баденський державний театр.
Крім вокзалу Оффенбургу, збереглися також диспетчерські і невеликі вокзали в Ларі, Кенцингені, Еммендінгені, Оршваєрі, Фрізенгаймі та Денцлінгені.

Інтенсивна робота Айзенлора із залізничними будівлями спонукала його в 1850 році взяти за основу дизайн залізничних диспетчерських, оголосивши конкурс на редизайн корпусу класичного годинника із зозулею.
Його дизайн годинника Bahnhäusles став моделлю для годинників із зозулею, які виробляються з того часу.
Але окрім залізничних будівель, варто згадати й інші громадські та приватні будівлі спроєктовані або реконструйовані Айзенлором, такі як Ортенберзький замок (1838—1843), житловий будинок Weingut Dr. Bürklin-Wolf у Вахенгаймі приблизно 1840 року, спа-центр та питний зал у Баденвайлері (1851—1853) та Фрайбурзький художній та фестивальний зал (1846—1854).
Крім того, Прусський пам'ятник на Старому кладовищі в Карлсруе, відкритий 23 липня 1852 року, спроєктував Айзенлор у 1850—1852 рр. спільно з берлінським скульптором Августом Кіссом.

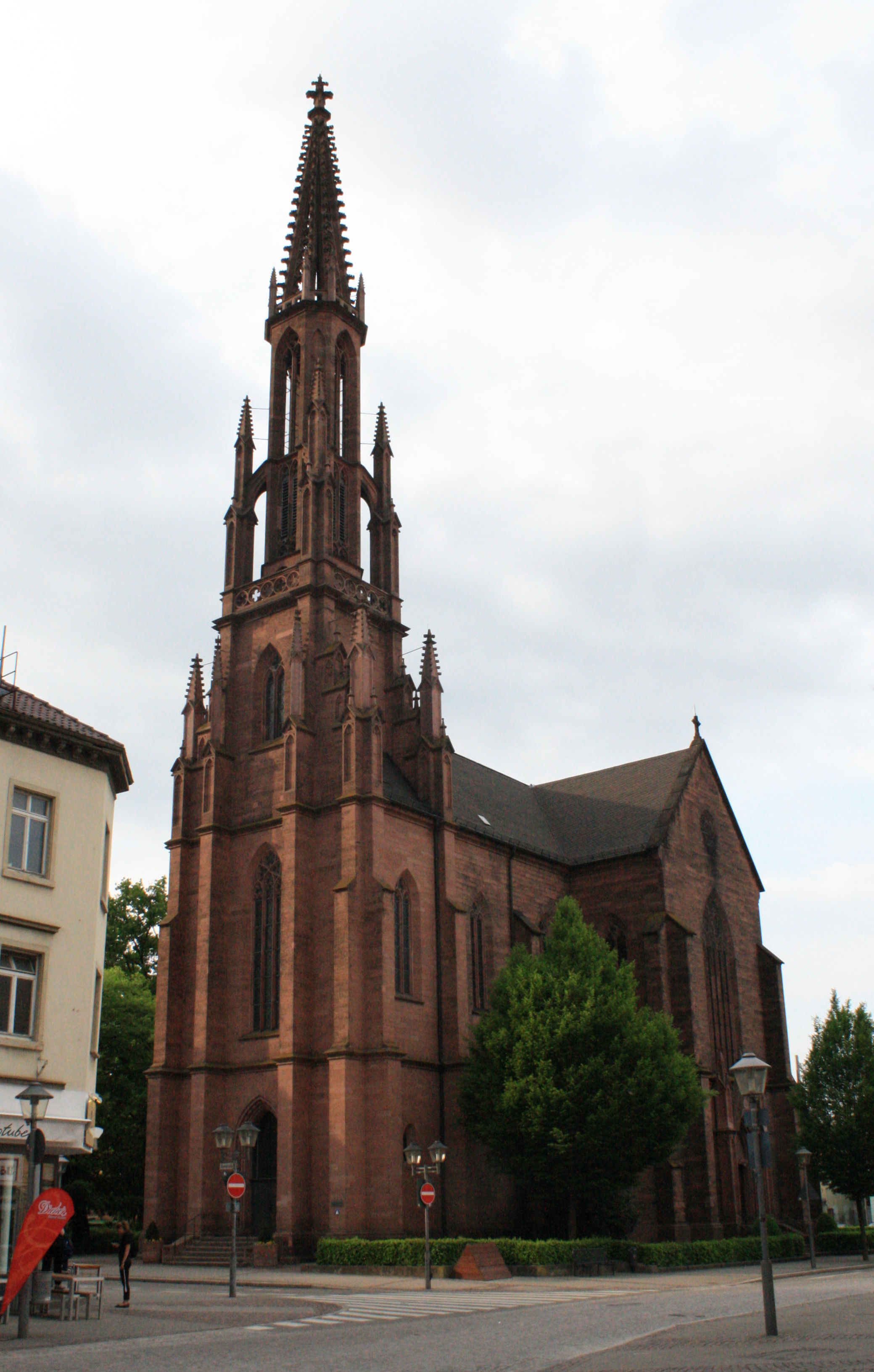
Євангельська міська церква Оффенбургу

Окрім світських будівель, спроєктував каплицю Старого кладовища в Карлсруе (1842).
Протестантську колегіальну церкву в Ларі відновили та розширили в 1848-51 роками за проєктом Айзенлора, а після його смерті протестантські міські церкви, які він планував, побудували в Баден-Бадені та Оффенбурзі.
Однак не все, що планував Айзенлор, реалізовано.
В Оффенбурзі планування спочатку доручили архітектору Едуарду Германну, який спроєктував вежу інакше, ніж планував Айзенлор.
Але Германн також помер під час будівництва, і його наступник Людвіг Арнольд ще більше змінив проєкт.
Крім того, терміни будівництва затягнулися через брак коштів.
Церкву пошкодив шторм в 1886 році та перебували через руйнацію після бомбардування залізничної станції Оффенбург під час Другої світової війни.

## Нагороди
- 1842: Член-кореспондент Королівського інституту британських архітекторів;
- 1832: Почесне членство в Швейцарському товаристві інженерів та архітекторів

## Доробок
- Friedrich Eisenlohr: Ornamentik in ihrer Anwendung auf verschiedene Gegenstände der Baugewerke. Ausgeführt oder zur Ausführung entworfen von F. Eisenlohr. Karlsruhe 1849, 1861, [1867], online (1867): , , .
- Friedrich Eisenlohr: Bauverzierungen in Holz zum praktischen Gebrauch für Zimmerleute, Tischler und sonstige Holzarbeiter. Aus des Verfassers Ornamentik besonders zusammengestellt, entworfen und ausgeführt von F. Eisenlohr. Karlsruhe [1851 bis ca. 1870].
- Friedrich Eisenlohr: Ausgeführte oder zur Ausführung bestimmte Entwürfe von Gebäuden verschiedener Gattung als Unterrichtsmittel für Gewerb- und technische Schulen, so wie für Baumeister. Karlsruhe [1852–1859].
- Friedrich Eisenlohr (Hrsg.); K. Klunzinger: Mittelalterliche Bauwerke im südwestlichen Deutschland und am Rhein. 1. Heft: Zisterzienser-Kloster Maulbronn. Mit einer artistischen Beschreibung von Dr. K. Klunzinger. Karlsruhe 1853; uni-karlsruhe.de (PDF) — uni-karlsruhe.de (PDF).
- Friedrich Eisenlohr (Hrsg.); F. Feederle (Aufnahme):  Holzbauten des Schwarzwaldes. Aufgenommen von F. Feederle. Karlsruhe 1853, online:.
- Friedrich Eisenlohr (Hrsg.); Jakob Hochstetter: Mittelalterliche Bauwerke im südwestlichen Deutschland und am Rhein. 2. Heft: St. Michaels Kapelle zu Kiederich. Karlsruhe 1857, uni-karlsruhe.de (PDF).
- Friedrich Eisenlohr: Sammlung von Hochbauten der Großherzoglich Badischen Eisenbahn, enthaltend Bahnhöfe, Stationen und Bahnwartshäuser, Ansichten, Schnitte und Grundrisse. 3 Bände, Karlsruhe 1865—1873.